# Oggetto Zamenhof-Esperanto

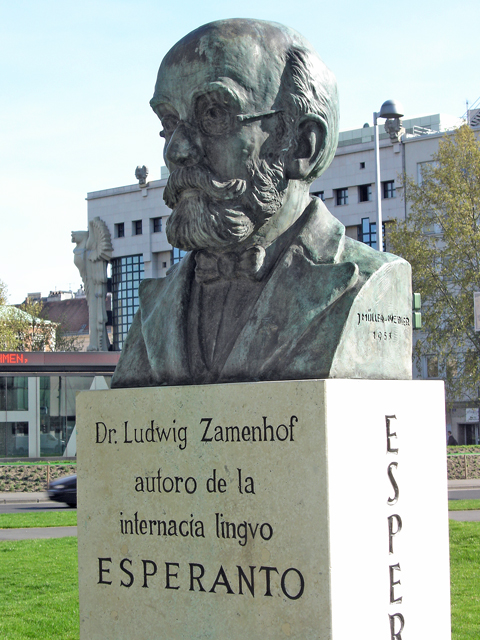
Busto di L.L. Zamenhof nell'Esperantopark di Vienna

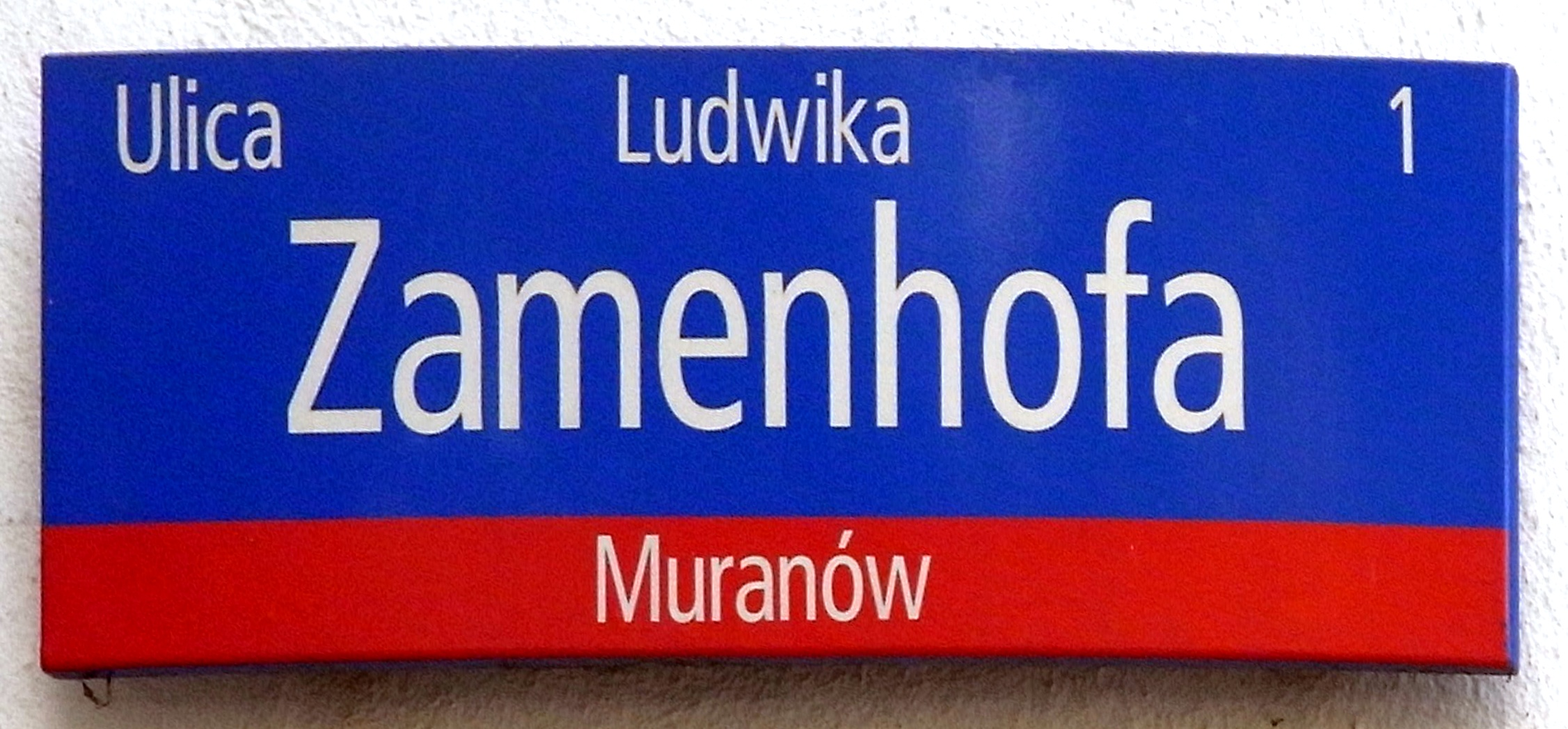
Via Zamenhof a Varsavia

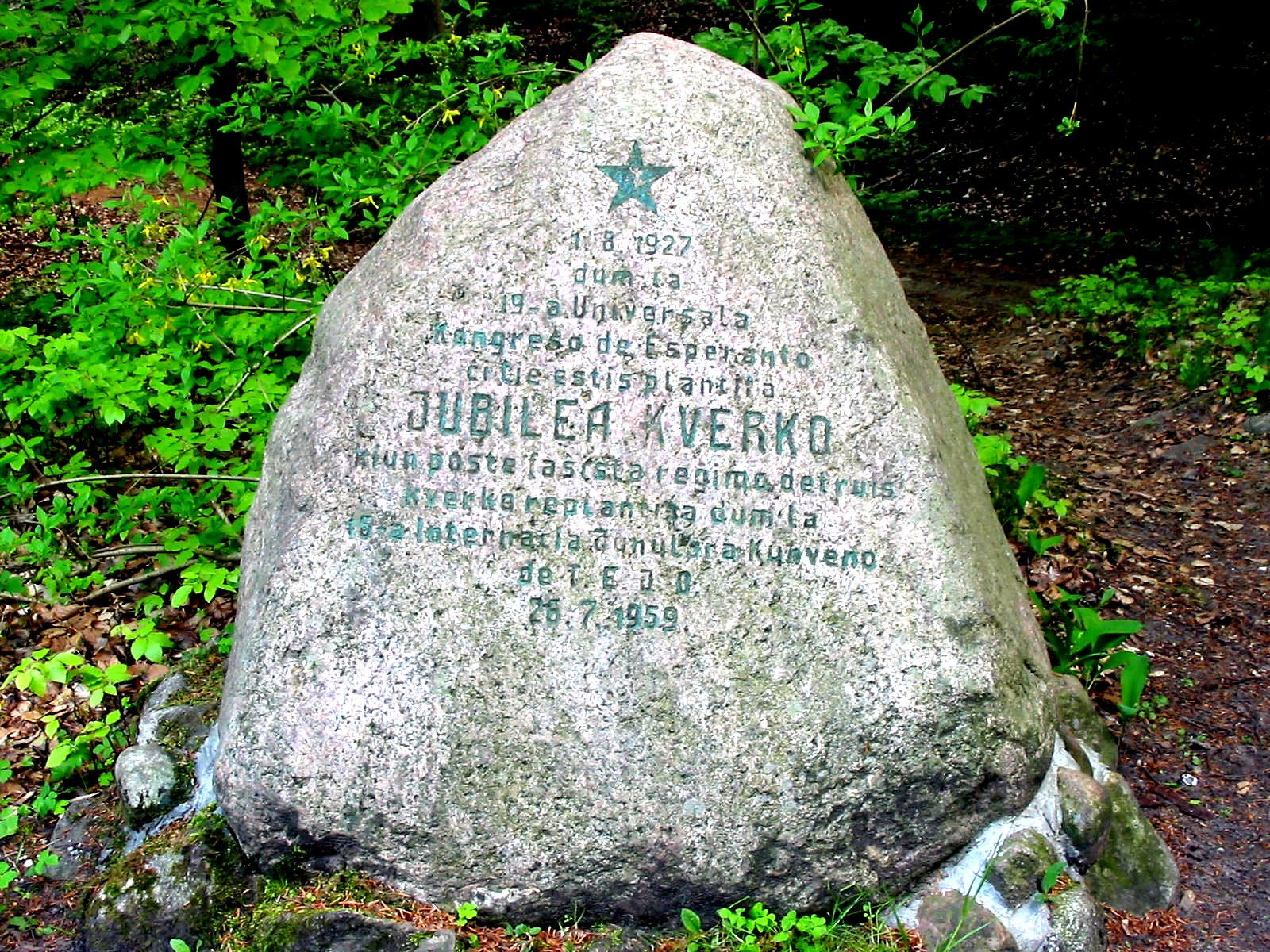
Una pietra a Sopot che commemora i congressi di Esperanto del 1927 e del 1959

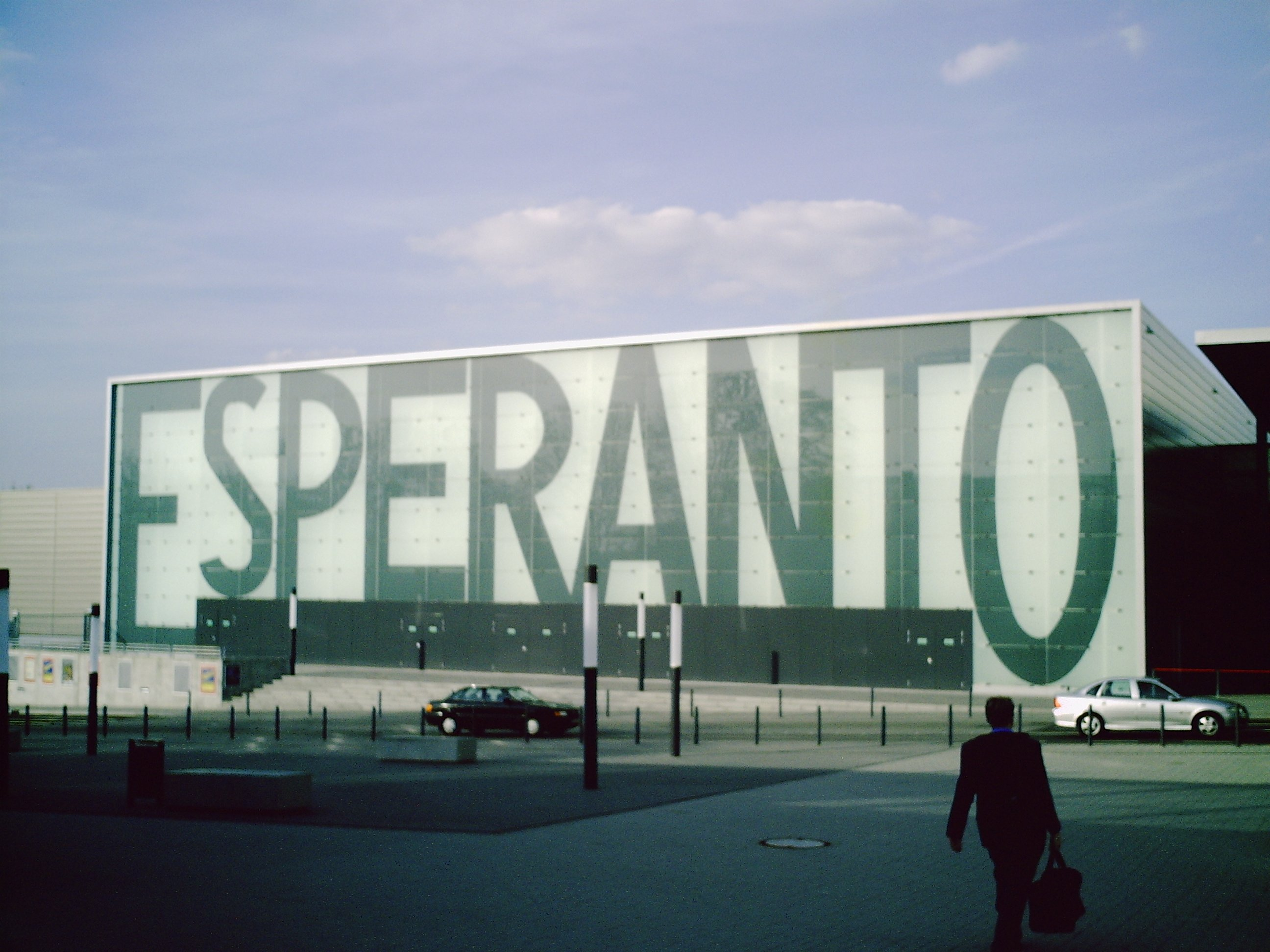
Hotel Esperanto Kongress- / Kulturzentrum a Fulda (costruito nel 2005)

Un oggetto Zamenhof-Esperanto (in esperanto: Zamenhof/Esperanto-Objekto, in sigla ZEO) è un monumento o un luogo collegato a Ludwik Lejzer Zamenhof o all'esperanto, la lingua ausiliaria internazionale che Zamenhof ideò e pubblicò per la prima volta nel 1887, o alla comunità di esperantofoni che, da allora, usa la lingua.

## Tipi di oggetti
Gli oggetti Zamenhof-Esperanto sono strade, monumenti, altri spazi pubblici come piazze, parchi o ponti. A volte Zamenhof o l'esperanto compaiono anche in nomi di edifici e aziende come ospedali, hotel o agenzie di traduzione. Ci sono anche veicoli, come dirigibili, navi e treni che hanno avuto come nome Zamenhof o esperanto, ed anche alcune specie, fiumi, isole, asteroidi e altre scoperte naturali. Esistono anche alcuni francobolli e un virus informatico commemorano Zamenhof o l'esperanto.

## Storia degli oggetti Zamenhof-Esperanto e loro registrazione
Il primo oggetto Zamenhof-Esperanto di sempre fu una nave chiamata Esperanto, che fu costruita e varata in Spagna nel 1896, nove anni dopo la nascita della lingua. L'Enciclopedia dell'esperanto del 1934 fornisce un elenco di circa 54 città in cui l'esperanto o Zamenhof sono stati onorati in questo modo. Nel 1997, un esperantista tedesco, Hugo Röllinger, pubblicò un libro intitolato Monumente pri Esperanto - ilustrita dokumentaro pri 1044 Zamenhof / Esperanto-objektoj en 54 landoj ("Monumenti [letteralmente: monumentalmente] sull'esperanto - documentario illustrato di 1044 oggetti Zamenhof-Esperanto in 54 paesi") e fino alla sua morte nel 2001 ha elencato un totale di 1260 oggetti del genere. È lui che ha coniato l'acronimo ZEO. Attualmente, Robert Kamiński della Polonia è la persona incaricata della registrazione degli ZEO da parte dell'Associazione universale esperanto.

## Esempi emblematici
Il pease con più oggetti è il Brasile. In Polonia, paese dell'esperanto, ce ne sono più di un centinaio.
- Il primo oggetto 
  - Nave esperanto in Spagna, costruita e varata nel 1896
- L'oggetto più alto 
  - Il monumento Zamenhof alto 12 metri a Sabadell (Spagna) risalente al 1989
- L'oggetto più lungo 
  - La strada esperanto lunga 4 chilometri a São Sebastião do Caí (Brasile)
- Gli oggetti più a nord 
  - Un monumento commemorativo in esperanto a Narvik (Norvegia) a 68° 25'N
  - Esperanto Creek in Alaska (Stati Uniti) a 63° 27'N
  - Capo Esperanto (Svalbard) a 78° 37'N
- Gli oggetti più meridionali 
  - Albero di esperanto in Tasmania (Australia) a 42°S
  - Monumento Zamenhof e via Esperanto a Mar del Plata (Argentina)
  - Zamenhof street a Port Elizabeth (Sudafrica)
  - Isola dell'Esperanto in Antartide a 62°25'43"S
- Gli oggetti più remoti 
  - Asteroidi 1462 Zamenhof e 1421 esperanto
  - Iscrizione in esperanto sui dischi trasportati dall'astronave Voyager 1 e Voyager 2 nel loro viaggio fuori dal sistema solare